# 1. deild kvenna 1974
La 1. deild kvenna 1974 (islandese: 1ª divisione femminile), è stata la 3ª edizione della massima divisione del campionato islandese femminile di calcio.

## Stagione
Le partecipazioni al campionato crescono: al lotto delle già cospicue contendenti della stagione precedente si sono aggiunte Fram Reykjavík e Grindavík (assenti la scorsa stagione), mentre fa il suo esordio in campionato il Víðir.

### Formula
Le squadre sono state divise in due gironi di sola andata. Alla finale, disputata in campo neutro, sono state ammesse solo le vincenti di ogni girone.
In caso di pari punti, per l'assegnazione di un titolo nazionale oppure di retrocessione, veniva giocata una gara di spareggio. Le squadre non ammesse allo spareggio, in caso di pari punti, venivano classificate con la migliore differenza reti.

## Girone A

### Classifica finale
|  | Pos. | Squadra    | Pt | G | V | N | P | GF | GS | DR  |
|  | ---- | ---------- | -- | - | - | - | - | -- | -- | --- |
|  | 1.   | ÍA Akranes | 10 | 5 | 5 | 0 | 0 | 19 | 1  | +18 |
|  | 2.   | Breiðablik | 8  | 5 | 4 | 0 | 1 | 15 | 5  | +10 |
|  | 3.   | Þróttur    | 6  | 5 | 3 | 0 | 2 | 10 | 9  | +1  |
|  | 4.   | Ármann     | 4  | 5 | 2 | 0 | 3 | 7  | 7  | 0   |
|  | 5.   | Stjarnan   | 2  | 5 | 1 | 0 | 4 | 3  | 18 | -15 |
|  | 6.   | Haukar     | 0  | 5 | 0 | 0 | 5 | 2  | 16 | -14 |

Legenda:
      Ammessa alla finale.
Note:
Due punti a vittoria, uno a pareggio, zero a sconfitta.
A parità di punti squadre classificate con la differenza reti.
Spareggio in caso di pari punti in zona promozione e retrocessione.

## Girone B

### Classifica finale
|  | Pos. | Squadra          | Pt | G | V | N | P | GF | GS | DR  |
|  | ---- | ---------------- | -- | - | - | - | - | -- | -- | --- |
|  | 1.   | FH Hafnarfjarðar | 7  | 4 | 3 | 1 | 0 | 21 | 2  | +19 |
|  | 2.   | Fram Reykjavík   | 7  | 4 | 3 | 1 | 0 | 18 | 2  | +16 |
|  | 3.   | Keflavík         | 3  | 4 | 1 | 1 | 2 | 5  | 15 | -10 |
|  | 4.   | Víðir            | 3  | 4 | 1 | 1 | 2 | 4  | 20 | -16 |
|  | 5.   | Grindavík        | 0  | 4 | 0 | 0 | 4 | 0  | 9  | -9  |

Legenda:
      Ammessa allo spareggio.
Note:
Due punti a vittoria, uno a pareggio, zero a sconfitta.
A parità di punti squadre classificate con la differenza reti.
Spareggio in caso di pari punti in zona promozione e retrocessione.

### Spareggio d'accesso alla finale
|                  | Risultato |                | Luogo e data                             |
| ---------------- | --------- | -------------- | ---------------------------------------- |
| FH Hafnarfjarðar | 2 - 1     | Fram Reykjavík | Stadio Framv a Reykjavík, 24 luglio 1974 |
|                  |           |                |                                          |

## Finale
|                  | Risultato |            | Luogo e data                                      |
| ---------------- | --------- | ---------- | ------------------------------------------------- |
| FH Hafnarfjarðar | 4 - 0     | ÍA Akranes | Stadio Kaplakrika a Hafnarfjörður, 31 luglio 1974 |
|                  |           |            |                                                   |